# Janina Miłosz
Janina Miłosz z domu Dłuska, primo voto Cękalska (ur. 30 marca 1909 w Zuzeli, zm. 17 kwietnia 1986 w Berkeley) – polska filmowczyni, pierwsza żona Czesława Miłosza oraz matka Anthony’ego Milosza.

## Życiorys

### Przedwojnie
Janina Dłuska zamieszkała w podwarszawskim Wołominie i znalazła zatrudnienie w dziale kadr rozgłośni Polskiego Radia; jednocześnie studiowała na Wydziale Prawa Uniwersytetu Warszawskiego. Współtworzyła m.in. z Wandą Jakubowską kino alternatywne wobec nurtu komercyjnego. Działała w Stowarzyszeniu Miłośników Filmu „Start”, Spółdzielni Filmowej „Krąg” i Spółdzielni Autorów Filmowych (SAF).
Miała 25 lat, gdy w 1934 roku została żoną reżysera Eugeniusza Cękalskiego. Była współautorką scenariusza do znanego filmu Strachy, który wyświetlono w październiku 1938 roku.
Pracując w rozgłośni Polskiego Radia poznała na przełomie 1937/38 roku Czesława Miłosza, byłego pracownika Polskiego Radia Wilno. Kiedy Cękalski wyjechał na Zachód żyła z Czesławem Miłoszem w nieformalnym związku. Zamieszkiwali wspólnie w mieszkaniu Cękalskich na Dynasach. W sierpniu 1939 przebywali razem w majątku Paulinowo na Polesiu. Czesława Miłosza poślubiła (po śmierci Cękalskiego) w 1956 roku w Paryżu.

### Okres okupacji i 1945 rok
Kiedy Czesław Miłosz powrócił w lipcu 1940 z Wilna przez Prusy Wschodnie do zajętej przez Wehrmacht Warszawy, zamieszkali najpierw w kamienicy na rogu ulic Mazowieckiej i Kredytowej. Podczas okupacji Janina Cękalska przygotowała jesienią 1940 roku z Jerzym Andrzejewskim podziemną edycję Wierszy Czesława Miłosza, wydaną w nakładzie 46 egzemplarzy pod pseudonimem „Jan Syruć”. Jerzy Andrzejewski wspominał później:

Antoni Bohdziewicz przyszedł nam z pomocą. Rozporządzał powielaczem oraz papierem. (…) Miłosz przy pomocy zwyczajnego szydła dziurkował arkusze, ja ciąłem czarny papier, a Janina zszywała ozdobnym kordonkiem (…) egzemplarze. (…) Na stole, na tapczanie, na biurku i na podłodze, wszędzie bielały zdradzieckie stronice. Miłosz okropnie się męczył z ordynarnym szydłem, Janina kłuła sobie palce, a ja nie wszystkim arkuszom nadawałem przy pomocy żyletki odpowiedni wymiar. (…) Tworzyliśmy rzecz małą i skromną, za to własnymi rękoma i na przekór koszmarom rzeczywistości.

 Latem 1941 przeprowadzili się do większego mieszkania przy alei Niepodległości 131, gdzie mieszkali w czwórkę z jej rodzicami. Czesław Miłosz i Janina pobierali lekcje języka angielskiego u Jerzego Toeplitza i Angielki Mary Skarżalin. Janina pomagała w szukaniu kryjówek i organizowniu opieki dla pięciu wileńskich Żydów w Warszawie, za co w lipcu 1989 Czesław Miłosz z bratem Andrzejem otrzymali od Instytutu Jad Waszem tytuły Sprawiedliwy wśród Narodów Świata. Po 1942 Janina i Czesław razem z Stanisławem Dygatem brali udział w seminarium filozoficznym prowadzonym przez Władysława Tatarkiewicza oraz w spotkaniach recytatorskich w mieszkaniu Marii i Edmunda Wiercińskich. Przebywali również kilkakrotnie w Stawisku, gdzie w willi Lilpopa mieszkał z żoną Jarosław Iwaszkiewicz, którego Czesław Miłosz poznał w Wilnie. W kwietniu 1943 Miłosz napisał wiersz Campo di Fiori o powstaniu w getcie warszawskim.
W lecie 1944 roku Janina Cękalska ps. Joanna weszła w skład Referatu Filmowego BIP KG Armii Krajowej przy Biurze Informacji i Propagandy (BIP KG ZWZ – AK), gdzie prowadziła m.in. konspiracyjny kurs dla operatorów filmowych. Po wybuchu powstania warszawskiego była od 5 sierpnia członkiem redakcji Biuletynu Podokręgu Nr 2 Armii Krajowej na Żoliborzu. Działała także, ps. Janina, w sekcji oświatowej sztabu Armii Ludowej, którego przewodniczącym był podporucznik Zenon Kliszko. Jeszcze w połowie 1944 roku Janina podpisywała się nazwiskiem „Cękalska“.
Po upadku powstania warszawskiego i wypędzeniu ludności Warszawy Miłosz, Janina i jej matka trafili najpierw do punktu zbornego „tartak-stolarnia” na Okęciu, następnie znaleźli schronienie w Janisławicach, później w dworku na posiadłości Jerzego Turowicza w Goszycach. Po zdobyciu Krakowa 18 stycznia 1945 przez Armię Czerwoną, Czesław Miłosz z Janiną zamieszkali w drugiej połowie stycznia w Domu Literatów przy ulicy Krupniczej 22. Następnie przeprowadzili się na ulicę św. Tomasza 26, gdzie mieszkali razem z Zofią i Tadeuszem Brezami.

W oparciu o rozmowy z Władysławem Szpilmanem, byłym pianistą Polskiego Radia, który ukrywał się podczas powstania w Warszawie, Czesław Miłosz i Jerzy Andrzejewski napisali w 1945 nowelę filmową Robinson warszawski. Reżyserią filmu w ZAF-ie mieli się zająć Janina Cękalska i Jerzy Zarzycki. Kiedy nowelę przerobiono, wprowadzając m.in. postać radzieckiego spadochroniarza-telegrafisty, Janina napisała: 

Jestem zupełnie zrozpaczona tym chamskim przerobieniem Robinsona. To w ogóle nie jest Robinson. Niemcy latają tam, bez przerwy wrzeszczą i strzelają, sceny ohydne wśród Polaków, sprzedajność wydobyta na plan pierwszy. Pod tym nie wolno się podpisać.

 Czesław Miłosz wycofał swoje nazwisko, film wyświetlono na ekranach kinowych pod zmienionym tytułem Miasto nieujarzmione dopiero w 1950 roku. Ostatecznie film Pianista w reżyserii Romana Polańskiego wyświetlono w maju 2002.
Kiedy Czesław Miłosz, jako absolwent Wydziału Prawa Uniwersytetu Stefana Batorego, został w listopadzie 1945 pracownikiem Ministerstwa Spraw Zagranicznych PRL, udali się 4 grudnia 1945 samolotem z Okęcia do Londynu, gdzie czekali na statek mający przewieźć ich przez Ocean Atlantycki do Nowego Jorku. Następne 40 lat Janina przeżyła na emigracji; do Polski nie wróciła.

### Na emigracji
Mały statek towarowy SS Elysia, który odpłynął z portu w Glasgow z Czesławem i Janiną na pokładzie po 12-dniowym rejsie przez Atlantyk zawinął pod koniec stycznia 1946 do portu w Nowym Jorku, gdzie przywitał ich Aleksander Hertz. Czesław Miłosz pracował od lutego do końca października 1946 jako radca kulturalny w Konsulacie Generalnym RP w Nowym Jorku. Od listopada 1946 do października 1950 zajmował stanowisko attaché kulturalnego, a następnie II. sekretarza do Ambasady RP w Waszyngtonie. Janina pracowała do marca 1947 w oddziale Polskiej Agencji Prasowej w Waszyngtonie. Jej ojciec pracował w dokach portowych.
Dla Janiny po przyjściu na świat w marcu 1947 roku ich pierwszego syna Anthony’ego priorytetem stało się bezpieczeństwo i przyszłość rodziny. Jednak jesienią 1950 roku Czesław Miłosz został skierowany na stanowisko I. sekretarza ambasady PRL do Paryża z poleceniem przyjazdu do Warszawy. Odpłynął statkiem z Nowego Jorku zostawiając w Waszyngtonie spodziewającą się drugiego dziecka Janinę. W Warszawie władze PRL odebrały mu w grudniu 1950 paszport i zatrzymały go w stolicy. Po uporczywych staraniach i wstawiennictwu ówczesnego ministra MSZ Zygmunta Modzelewskiego i jego żony Natalii mógł wyjechać 15 stycznia 1951 roku do Paryża. Nie był już dyplomatą PRL, skontaktował się więc z Jerzym Giedroyciem, zamieszkał w Maisons-Laffitte oraz złożył w lutym 1951 wniosek o azyl polityczny we Francji. W Waszyngtonie Janina urodziła 22 stycznia 1951 pod jego nieobecność drugiego syna Johna Petera. W Paryżu ambasada amerykańska odmówiła Miłoszowi, w związku z ustawą McCarran Act i przy donosach polskiego emigranta ps. Ryszard Wraga zarzucającego mu kryptokomunizm, wydania wizy wjazdowej. Między nim a Janiną z synami zamknęła się na ponad dwa lata żelazna kurtyna. Janina z dwójką małych dzieci przeprowadziła się Waszyngtonu do Pensylwanii i zamieszkała u Hanny i Ignacego Święcickich w Yorku.
W marcu 1953 roku Miłosz otrzymał za książkę Zdobycie władzy nagrodę Prix Littéraire Européen, która zapewniła mu środki finansowe na sprowadzenie rodziny do Francji. Do połączenia rodziny doszło latem 1953, kiedy statek z Janiną i synami zawinął do Hawru, gdzie czekał na nich w porcie Czesław Miłosz. Najpierw zamieszkali w Bons-en-Chablais nad Jeziorem Genewskim, by wkrótce przenieść się bliżej Paryża do Brie-Comte-Robert. 13 stycznia 1956 roku zawarli sakrament małżeństwa w kościele Notre Dame de l’Assomption w Paryżu oraz w tym samym roku kupili domek jednorodzinny w Montgeron pod Paryżem, gdzie syn Anthony mógł rozpocząć edukację w liceum. Późnym latem 1957 odwiedził ich w Montgeron brat Andrzej Miłosz z żoną Hanną. W 1958 do Montegron przyjechał młody poeta Zbigniew Herbert. W 1960 roku Uniwersytet Kalifornijski w Berkeley zaproponował Miłoszowi wykłady, poeta uzyskał amerykańską wizę „green card” i w październiku 1960 roku wraz z rodziną zamieszkał w Berkeley na Zachodnim Wybrzeżu w regionie San Francisco Bay Area. Później zakupili dom na Grizzly Peak Boulevard 978 w Berkeley Hills w hrabstwie Alameda. W 1970 roku profesor Czesław Miłosz i Janina otrzymali obywatelstwo Stanów Zjednoczonych. Synowie nabyli obywatelstwo zgodnie z prawem ziemi (Ius soli).
Starszy syn Anthony studiował na Uniwersytecie Kalifornijskim w Berkeley oraz na Uniwersytecie Kalifornijskim w San Francisco. Jest programistą, kompozytorem muzyki elektronicznej i tłumaczem poezji ojca.
Na Uniwersytecie w Berkely poznał lektorkę języka angielskiego Rondi Gilbert. W 1973 roku w Waszyngtonie urodziła się jedyna wnuczka Miłoszów Erin Gilbert, która została lekarzem dermatologiem w Nowym Jorku.
Młodszy syn John Peter studiował antropologię na Uniwersytecie w Berkeley. W 1967 podjął pracę na Alasce, gdzie ujawniło się ciężkie wieloletnie schorzenie. Był w Krakowie na obchodach Międzynarodowego Festiwalu Literackiego im. Czesława Miłosza.
Około 1976 roku lekarze błędnie zdiagnozowali u Janiny śmiertelną chorobę stwardnienie zanikowe boczne (ALS). Później dopiero rozpoznali nowotwór kręgosłupa, który można było wcześniej wyleczyć. Zmarła sparaliżowana w wieku 77 lat w Berkeley. Uroczystość pogrzebowa odbyła się w kwietniu 1986 roku na Sunset View Cemetery w El Cerrito. Po jej śmierci Czesław Miłosz napisał tren Na pożegnanie mojej żony Janiny. Utwór ten wszedł w skład tomiku wierszy Kroniki, który wydano w 1987 roku w Krakowie.

## Opracowania o Janinie Miłosz (wybór)
- Russell Thorburn: A Drunkard Grows Sleepy at the Edge of a Lawn. (esej) w: The Big Smoke[21]